# Plaza de Toros-Doctores-San Lázaro

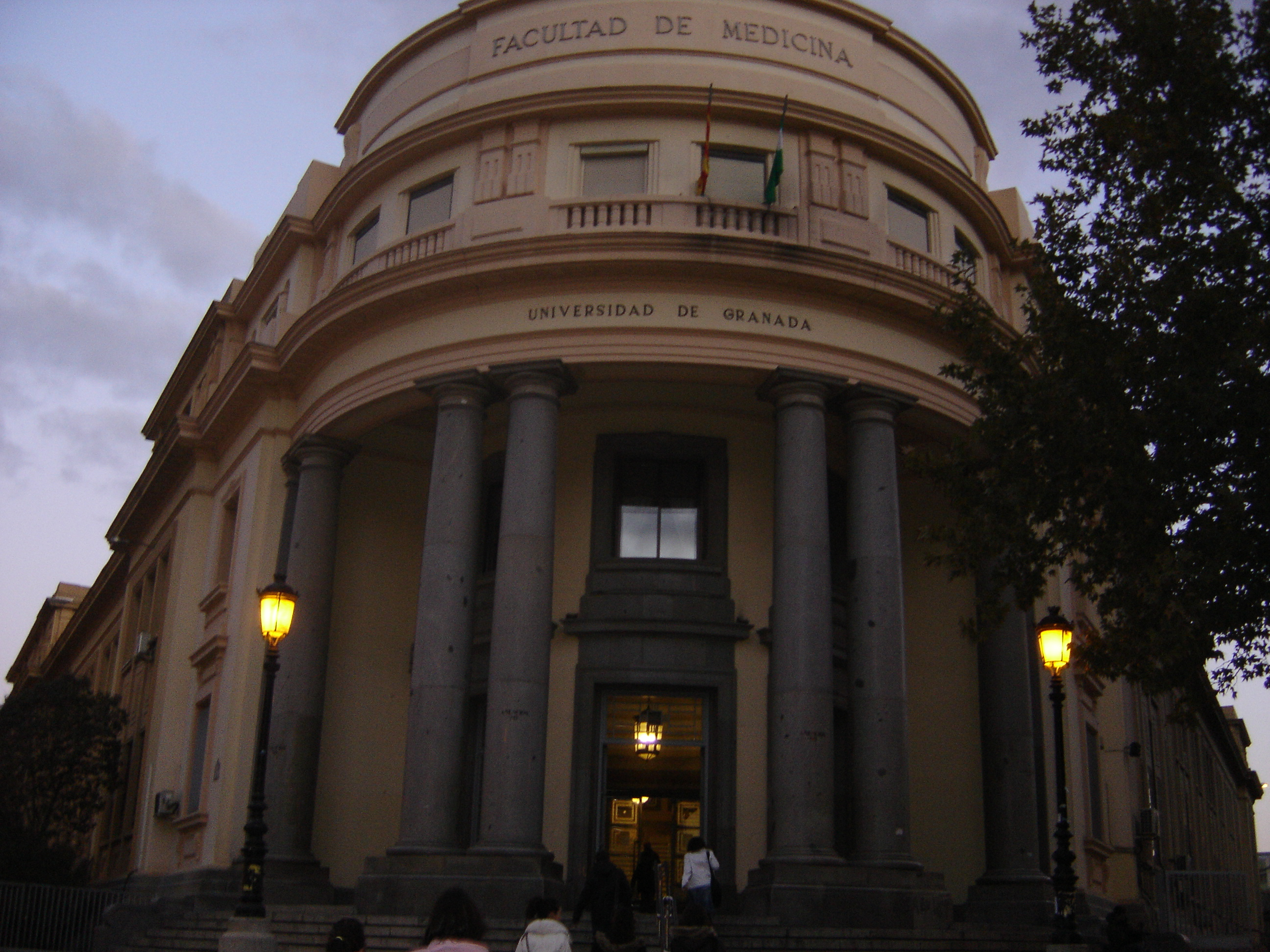
El edificio de la antigua Facultad de Medicina de la Universidad de Granada, en Avenida de Madrid esquina C/Doctor Girao Gea.

Plaza de Toros-Doctores-San Lázaro (o simplemente Plaza Toros) es un barrio de Granada (España) donde se encuentra situada la plaza de toros de la ciudad, el Hospital Ruiz de Alda, el edificio de la antigua Facultad de Medicina de la Universidad de Granada y el antiguo Hospital Clínico San Cecilio, entre otros. Se caracteriza por sus bares de tapas, cafeterías y pubs así como por ser un barrio en el que habitan gran número de estudiantes universitarios.

## Historia
Según el plano topográfico de Granada elaborado por Francisco Dalmau en 1819 estas viviendas se asientan sobre el antiguo Pago de Almengol y en parte de las conocidas como Heras del Cristo. Dicho barrio recibió el nombre de San Lázaro.
El núcleo central del barrio Plaza de Toros-Doctores nació al comienzo de los años sesenta con una primera construcción de cien viviendas de protección oficial en cinco bloques y rodeados de huertas.  Su crecimiento fue espectacular debido a la proximidad a varios hospitales. En las décadas de los sesenta y setenta se construyeron numerosos bloques de viviendas. Su masificación le impidió disponer de zonas deportivas, docentes y recreativas. La Plaza de Toros, de estilo neomudéjar y edificada en 1928, está situada en pleno corazón del barrio, ha sido varias veces restaurada y desde los años noventa alberga en sus bajos, bares y pubs.

## Peculiaridades
El desarrollo urbanístico que se produjo en los años setenta acabó con todo el espacio disponible para zonas verdes, recreativas o aparcamiento en esta zona, debido a esto se derribó la tapia que rodeaba la plaza lo que propició la construcción de un espacio público que ha convertido este barrio en visita obligada tanto turísticamente como dentro de la ruta del tapeo.
En el pasado acogió durante más de 50 años el Estadio de Los Carmenes dónde jugó el Granada Club de Fútbol hasta la apertura del Nuevo Estadio de Los Cármenes en 1995. El estadio fue inaugurado en 1934, construido próximo a la Plaza de Toros y el Hospital Clínico cuando la zona se ubicaba en el extrarradio de la ciudad. Fue vendido a mediados de la década de los 90 para saldar las deudas del equipo, actualmente la zona dónde estaba edificado el Viejo Los Cármenes se llama plaza Ciudad de Los Cármenes. Al mismo tiempo y justo al lado del estadio se edificó la que en el pasado fue la "Nueva Cárcel de Granada" usada durante el periodo Republicano, el franquismo y gran parte de la democrácia quedando en desuso con la entrada del siglo XXI y siendo derribada en su totalidad salvo su arco de entrada que aún permanece. Desde las ventanas de las celdas se podía ver perfectamente los partidos de fútbol.
Durante la década de los noventa comenzó a convertirse en un barrio donde iban a vivir muchos estudiantes universitarios, debido al barato precio en el alquiler de los pisos de la zona. Actualmente se ha convertido uno de los barrios de estudiantes por excelencia de la ciudad de Granada, siendo un enclave con gran cantidad de hospitales, lo que aporta gran número de población flotante diaria.

## Lugares de interés
- Parroquia de San Juan de Letrán. Calle San Juan de Letrán, 1. Sede canónica de la Fervorosa Cofradía de Penitencia

del Stmo. Cristo de la Buena Muerte y Ntra. Sra. del Amor y del Trabajo.
- Parroquia de San Agustín. Calle Doctor Barraquer, 2.